# Chromis scotti
Chromis scotti là một loài cá biển thuộc chi Chromis trong họ Cá thia. Loài này được mô tả lần đầu tiên vào năm 1968.

## Từ nguyên
Từ định danh pamae được đặt theo tên của William Beverly Scott (1917 – 2014), Giám đốc Phụ trách mảng Ngư học và Bò sát-lưỡng cư học tại Bảo tàng Hoàng gia Ontario (Toronto, Canada), người đầu tiên giới thiệu đến tác giả Emery về việc nghiên cứu các loài cá.

## Phạm vi phân bố và môi trường sống
Từ bang North Carolina, C. scotti được phân bố trải dài về phía nam, dọc theo bờ biển đông nam Hoa Kỳ (bao gồm bang Florida) và Bahamas đến khắp vịnh México và biển Caribe (ngoại trừ Quần đảo Cayman), từ México trải dài đến Belize và từ Santa Marta, Colombia đến bờ biển đông bắc Brasil.
C. scotti sống tập trung trên các rạn san hô viền bờ ở độ sâu khoảng 5–116 m.

## Mô tả
C. scotti có chiều dài cơ thể lớn nhất được ghi nhận là 10 cm. Cơ thể nhìn chung có màu nâu xám sẫm ở nửa trên, bụng có màu trắng. Nhiều vệt đốm màu xanh lam óng trên khắp đầu và thân. Các vây màu xám nhạt đến hơi sẫm, có thể phớt vàng. Mắt có vòng viền màu xanh tím sáng. Cá con có màu xanh lam thẫm đến xanh tím.
Số gai ở vây lưng: 13; Số tia vây ở vây lưng: 11–12; Số gai ở vây hậu môn: 2; Số tia vây ở vây hậu môn: 11–12; Số tia vây ở vây ngực: 17–19; Số gai ở vây bụng: 1; Số tia vây ở vây bụng: 5.

## Sinh thái học
Thức ăn của C. scotti là động vật phù du. Cá đực có tập tính bảo vệ và chăm sóc trứng; trứng có độ dính và bám vào nền tổ.